# Mattias Timander (politiker)
Josef Mattias Timander, född 12 september 1998 i Jukkasjärvi församling i Norrbottens län, är en svensk krönikör och tidigare politiker (centerpartist).
Timander var kommunfullmäktiges ordförande i Kiruna kommun mellan 2018 och 2021. Han var då den yngste kommunfullmäktigeordföranden i Sveriges historia.
Timander är fil. kand. i litteraturvetenskap. Sedan 2023 är han återkommande gästkrönikör i Sveriges Radios P1:s Tankar för dagen. Timander är även verksam som kulturskribent och samtalsmoderator.
År 2024 debuterade Timander som författare med romanen Din vilja sitter i skogen. Samma år tilldelades han Samfundet De Nios Julpris.